# Гетоар Селими
Гетоар Селими (алб. Getoar Selimi; Приштина, 3. јул 1982), такође познат као Geasy и Ghetto Geasy, албански је репер, певач и текстописац са Косова и Метохије. Један је од чланова музичке групе Tingulli 3nt, основане 1996.

## Биографија

### 1982—2011: Детињство, младост и
Рођен је 3. јула 1982. године у Приштини. Године 1996. основао је музичку групу Tingulli 3nt. Група је објавила шест студијских албума и стекла велики успех.

### 2012—данас: Соло пројекти и даљи успех
У новембру 2012. објавио је свој први сингл „N'Prishtinë”, у којој говори о својој домовини. У септембру 2013. објавио је сингл „E nxonme”.

## Приватни живот
Од 2015. живи са својом супругом, албанском телевизијском водитељком Марином Вјолцом, у кући коју су купили у Тирани. Након веридбе, оженио се Вјолцовом 10. септембра 2017. Вјолцова је 24. новембра 2021. родила њихову прву ћерку, Маргет Селими, у Тирани.